# التحرير (المنيا)
قرية التحرير  هي إحدي القرى التابعة لمركز مغاغة بمحافظة المنيا في جمهورية مصر العربية. حسب إحصاءات سنة 2006، بلغ إجمالي السكان في التحرير 2975 نسمة، منهم 1548 رجل و1427 امرأة.